# Медведев, Александр Павлович (археолог)
Александр Павлович Медведев (род. 2 сентября 1950 года, д. Елизарово, Ивановской обл.) — советский и российский археолог и историк, исследователь скифо-сарматской, славянской культуры на Дону и греческих поселений на Северном Причерноморье. Доктор исторических наук, профессор. Профессор и заведующий кафедрой археологии и истории древнего мира Воронежского государственного университета.

## Биография
Родился в крестьянской семье в деревне Елизарово Ивановской области. Окончив в 1968 году среднюю школу в г. Шуя, два года работал на фабрике «Шуйский пролетарий» электрослесарем.
В 1970 году поступил на исторический факультет Воронежского государственного университета. Во время учёбы занимался изучением истории Древнего мира при профессоре А. И. Немировском, а также участвовал в нескольких экспедициях по исследованию памятников Крыма.
В 1975 году окончил с отличием университет по специальности «археология».
В 1978 году создал с коллегами археологами Скифо-сарматский отряд для поиска и изучения сарматских памятников на Верхнем Дону.
После открытия ряда курганов позднесарматского времени в 1983 году в Институте археологии Академии наук защитил кандидатскую диссертацию по теме «Лесостепное Подонье в сарматское время» (научный руководитель проф. А. Д. Пряхин).
С конца 1980-х годов занимался поиском памятников скифского времени.
После десятков археологических экспедиций в 1997 году защитил докторскую диссертацию «Ранний железный век лесостепного Подонья (археология и этнокультурная история)».
В 2007 году избран заведующим кафедрой археологии и истории древнего мира ВГУ.
В 1999 и 2008 годах стал лауреатом премии правительства Воронежской области за достижения в науке. Автор более 200 статей и 5 монографий.
Помимо академической деятельности работает в области охраны археологического наследия. Член Общественного совета по сохранению археологического наследия при губернаторе Воронежской области, член Общественного Совета по контролю за комплексным освоением медно-никелевых месторождений при Воронежской областной думе.
Женат, имеет трёх детей.

## Основные работы
- Сарматы и лесостепь (1990)
- Геродот (1994)
- Ранний железный век лесостепного Подонья (археология и этнокультурная история I тыс. до н. э.) (1999)
- Исследования по археологии и истории лесостепной Скифии (2004)
- Hügelgräber und befestigte Siedlungen der sarmatischen Zeit am oberen Don / Eurasia Antiqua. Zeitschrift für 
Archäologie Eurasiens (2007)[4]
- Сарматы в верховьях Танаиса (2008)